# Sant’Angelo Muxaro
Sant’Angelo Muxaro ist eine Stadt im Freien Gemeindekonsortium Agrigent in der Region Sizilien in Italien.

## Lage und Daten
Sant’Angelo Muxaro liegt ca. 20 km nördlich von Agrigent. In der Gemeinde leben 1170 Einwohner (Stand 31. Dezember 2023), die hauptsächlich in der Landwirtschaft arbeiten. Produziert werden Mandeln, Pistazien, Oliven und Getreide.
Die Nachbargemeinden sind Agrigent, Alessandria della Rocca, Aragona, Casteltermini, Cattolica Eraclea, Cianciana, Raffadali, San Biagio Platani und Santa Elisabetta.

## Geschichte
In dieser Gegend siedelten schon in vorgeschichtlicher Zeit Menschen. Es wird vermutet, dass sich an diesem Ort Kamikos befand, nach der griechischen Mythologie eine wichtige Stadt der Sikaner. Im Mittelalter entstand das Moscaria-Kastell. Dieses wurde 1087 von den Normannen erobert. Die heutige Gemeinde wurde im Jahre 1506 gegründet.

## Sehenswürdigkeiten
- Pfarrkirche, geweiht der Seligen Jungfrau aus dem 18. Jahrhundert
- Nekropole mit zwei Typen von Felskammergräbern:

Einem ersten Typ aus dem 11.–9. Jahrhundert v. Chr., diese Gräber enthielten u. a. Bronzemesser, Bronzedolche und Tongefäße.
Einem zweiten Typ aus der Zeit zwischen dem 9. und dem 5. Jahrhundert v. Chr. mit großen Kuppelgräbern (bis 9 m Durchmesser); der bedeutendste Fund aus diesen Gräbern ist eine Goldschale mit einem Relief einer Prozession von Stieren im Kreis.

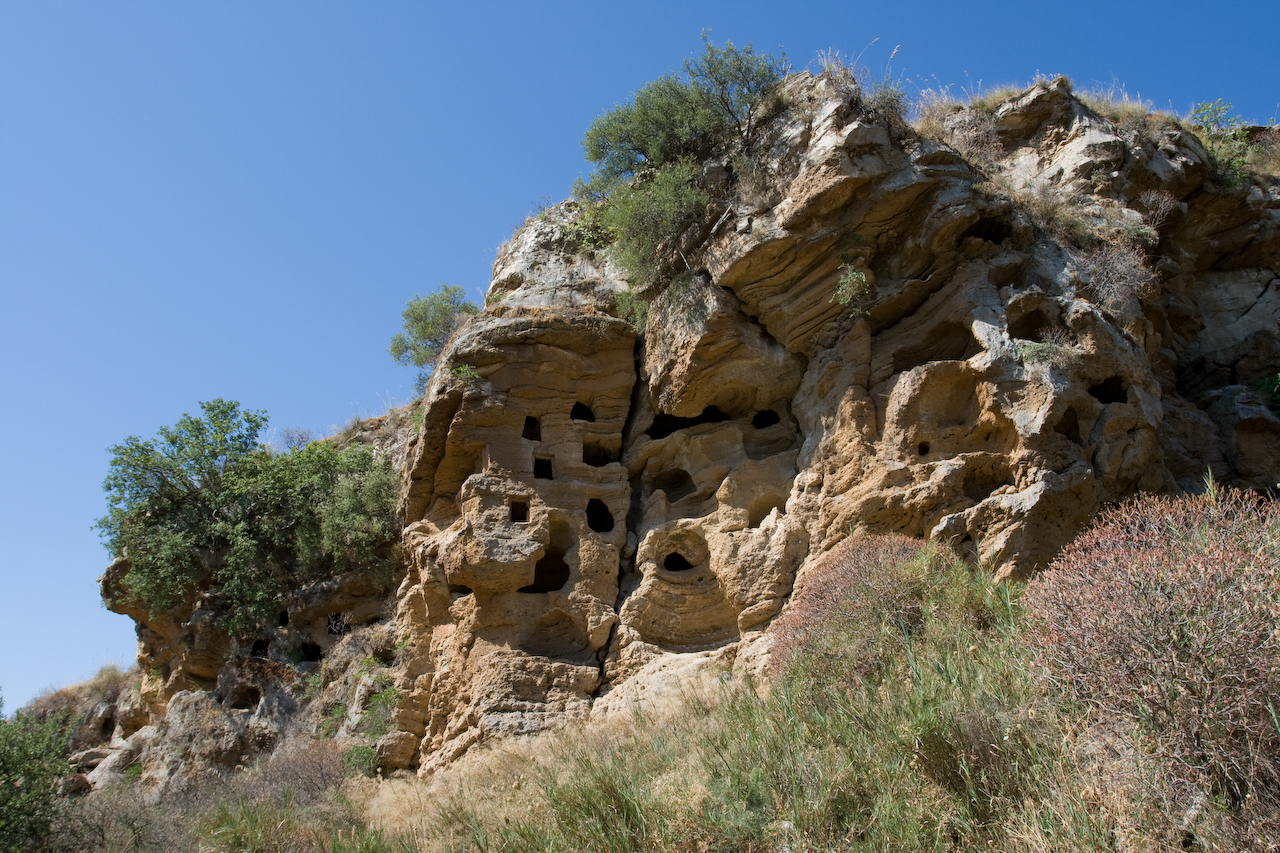
Nekropole
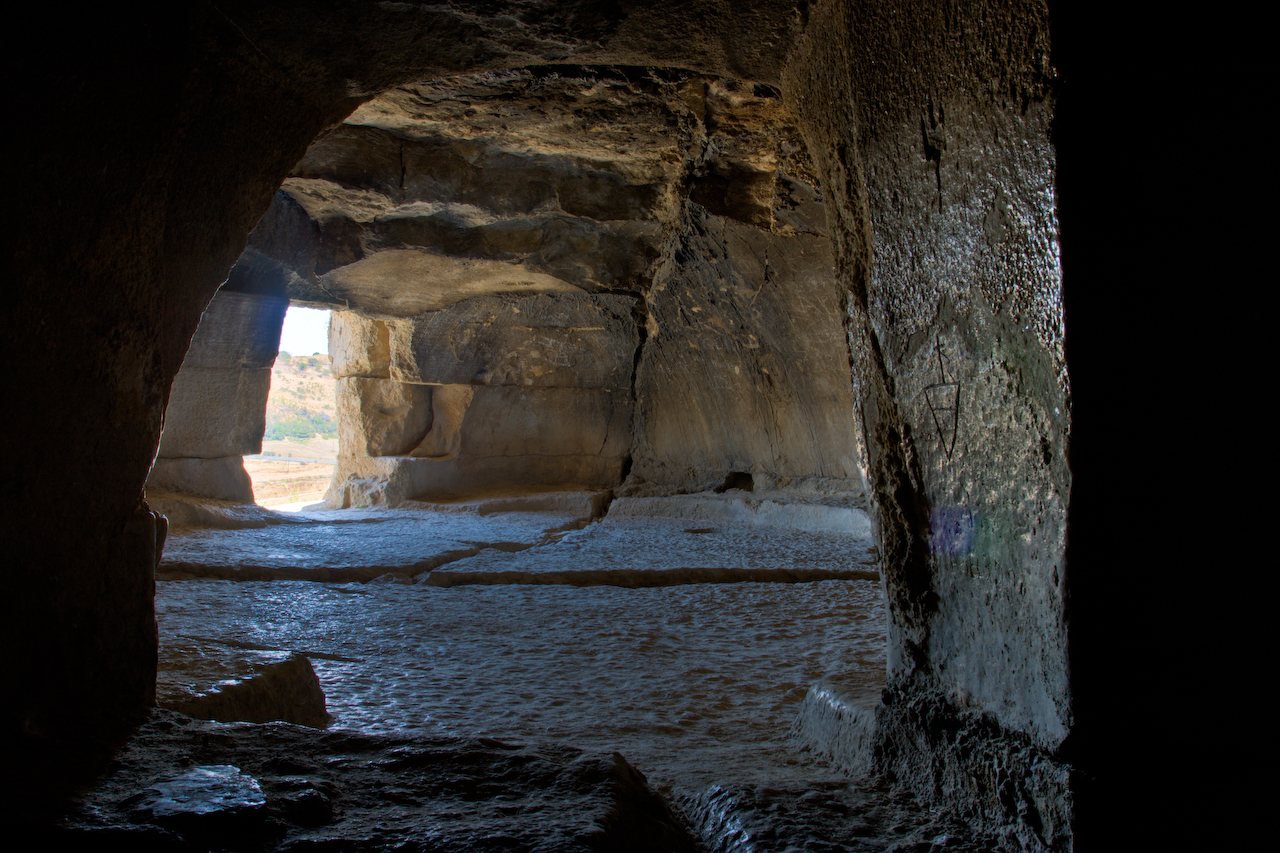
Tomba del Principe
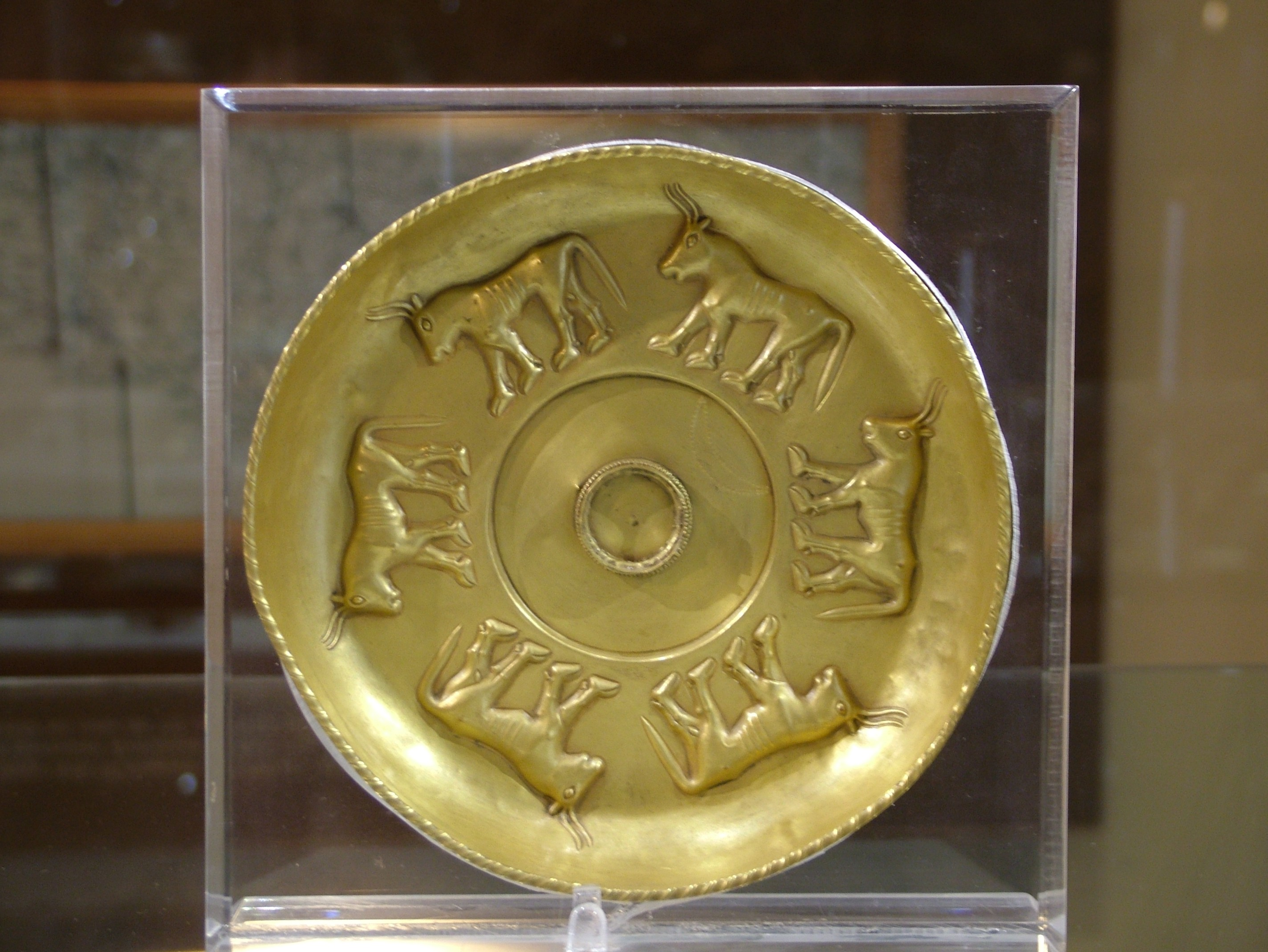
Goldschale von Sant’Angelo Muxaro (Kopie)
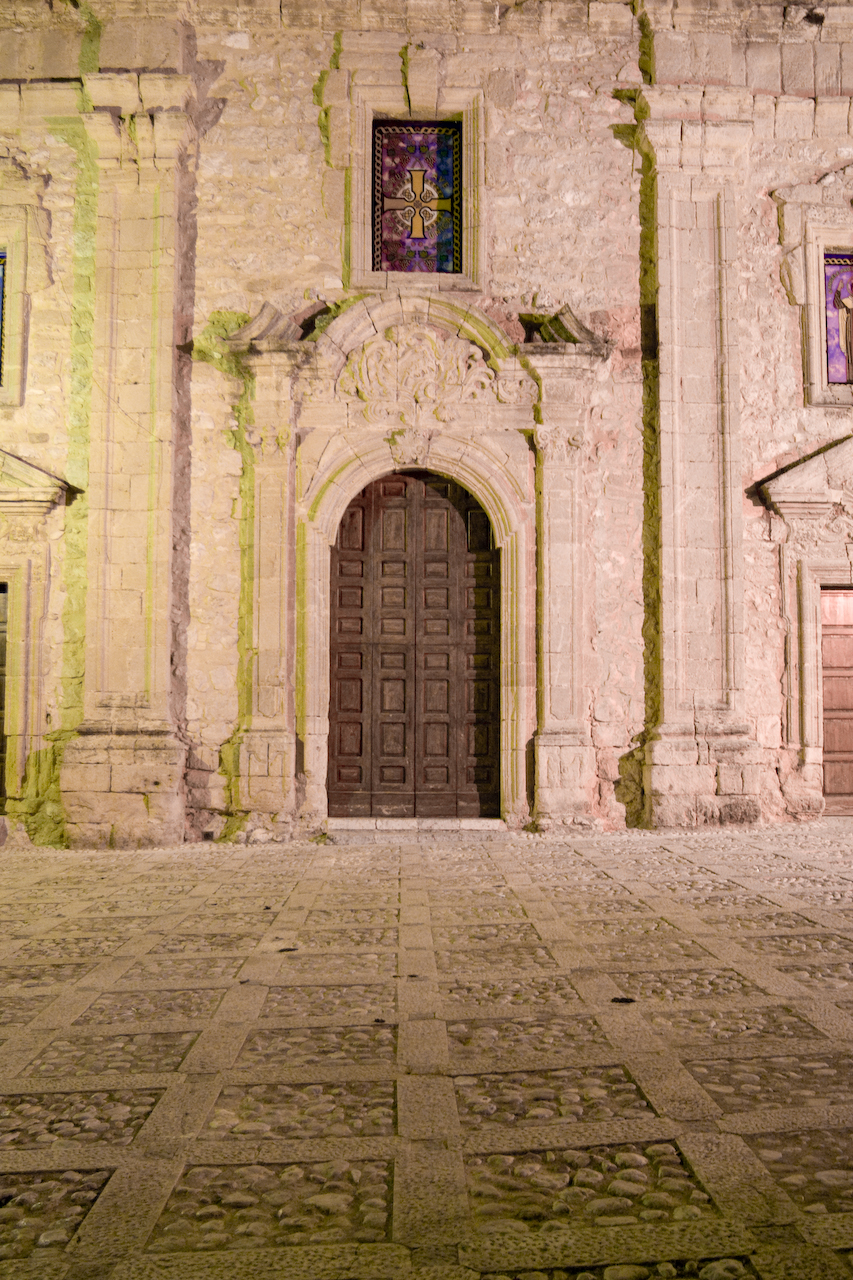
Chiesa Madre
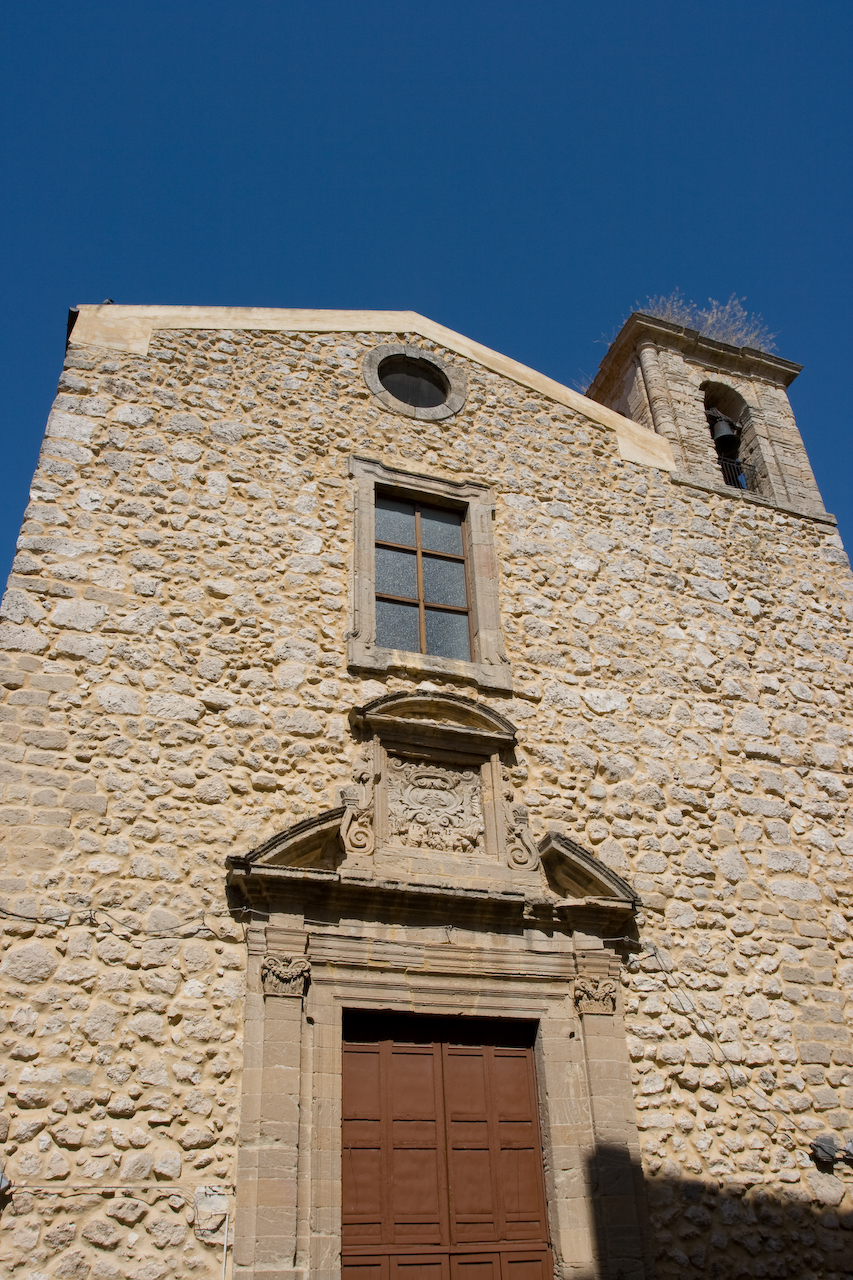
Chiesa del Carmelo